# 進擊吧，閃電
《進擊吧，閃電！》（英語：Lightning），又名《击剑小子冷子峰》，2017年中国体育题材偶像剧之一。2016年11月至2017年1月拍攝，由蒋劲夫、陈娅安、胡宇威、冯文娟领衔主演，于2017年8月28日在湖南卫视青春进行时播出。

## 播出时间
| 頻道     | 所在地   | 播映日期       | 播出時間                             |
| -------- | -------- | -------------- | ------------------------------------ |
| 湖南卫视 | 中国大陆 | 2017年8月28日  | 星期一至三 22:00 - 23:50（两集连播） |
| 深圳卫视 | 中国大陆 | 2018年2月2日   | 每晚 19:30 - 21:15（两集连播）       |
| 八度空间 | 马来西亚 | 2017年12月30日 | 星期六至日 15:00-17:00（两集连播）   |
| 八度空间 | 马来西亚 | 2019年1月10日  | 每周一至周五 16:30-17:30（重播）     |

## 剧情简介
冷子峰原为拳击界冉冉升起的新星，却在遇见了出身击剑世家的赵伊虹之后，改变了人生的方向。为了实现击剑梦想，两人一起加入了击剑强校震宇学院。起初，新手子峰和没有天份的伊虹一度在队伍里垫底。为了得到主将的肯定，两人互相扶持，努力克服了严苛地训练。冷子峰成为了最具潜力的击剑黑马，而赵伊虹成为了百战百胜的战略智囊。正当两人准备携手进入国家集训队，立志为国争光之时，意外地牵扯出二十年前的恩怨。原来冷子峰的父亲也曾是击剑国手，但因为勾结曙光击剑队当了“卖国贼”，后被赵伊虹的父亲挟私怨所伤，黯然退出击剑界，隐姓埋名至今（在该剧的第一集片头前就出现了角色生前的背景故事）。国际赛上，强敌压境，在国家荣誉面前，两人最终放下了芥蒂，携手全力拼搏，为国家荣誉而战，也为彼此的真心而战。

## 演员列表

### 主要角色
| 演员               | 角色   | 介绍 |
| 蒋劲夫             | 冷子峰 | 本是一名新星拳王，在一次偶然的机会下，喜欢上击剑世家出身的女孩赵伊虹。他是一个阳光少年，出生在普通家庭中，但是运动天赋极高，在震宇学院也是个强势黑马。他凭自己刻苦努力升到一军并在市运赛拿到金牌的那一刻，被人揭发其父亲就是当年的“卖国贼”杨延，之后被震宇学院除名后愤然放弃击剑并离家出走。三个多月后得知陷害子峰导致父亲过世是张海英谋划的，奋不顾身从冉少蔷那边得知他父亲的身世，并且为了打败张海英为“国民英雄”的父亲争光，从而子峰的学籍转入了奥圣学院。后再次回归震宇学院，加入国家梦之队在国际赛场上携手全力拼搏，为国家荣誉而战，也为彼此的真心而战。最后得了团体冠军，也算是完成父亲的遗愿。 |
| 陈娅安             | 赵伊虹 | 赵震宇的女儿，单恋邓尔豪，性格刁蛮任性。却在恍然失恋下变成了冷子峰的击剑伴侣，同时考取了教练证并做他的一辈子的教练、媳婦。 |
| 胡宇威 少年:黄天崎 | 鄧爾豪 | 震宇学院击剑队主将，他出生在优越的家庭环境中，从小就开始练习击剑。喜欢并热爱击剑，个性率直，很自信，与白无双是一对欢喜冤家。 |
| 冯文娟 少年:黄婧纯 | 白无双 | 赵震宇的外甥女，从小父母双亡，被赵震宇收养，现震宇学院知名女子击剑选手，与邓尓豪是一对欢喜冤家。但却因意外肩膀严重受伤而打破了原本的生活轨迹，之后慢慢痊愈而进入了国际赛场。 |
| 高玉璽             | 李琥   | 震宇学院的学生，冷子峰的好闺蜜兼室友，喜欢冷子晨。 |
| 马梦唯             | 冷子晨 | 冷子峰的妹妹，李琥的发小，就读于医学院。曾和魏明交往一段时间，后因给李琥疗伤而遭魏明劈腿和张妮出卖。之后和李琥“假装谈恋爱”就此为止并正式相爱。 |

### 击剑国际学院
| 演员   | 角色   | 介绍 |
| 温昇豪 | 赵震宇 | 震宇国际学院校长，曾是击剑队员之一，赵伊虹的父亲，白无双的姨夫兼养父。因为二十年前的事情一直和杨延是仇人关系。       |
| 李嘉雯 | 银芯   | 震宇学院击剑社副队长，与白无双同班同学兼击剑社社友。性格开朗、活泼的银芯在梦想上与白无双志同道合，互相鼓励一同进步。 |
| 李欣冉 | 苗万里 | 震宇学院击剑队教练。                                                                                                 |
| 林杉   | 南铭   | 震宇学院击剑队员之一，冷子峰的队友。                                                                                 |
| 于安   | 石朔   | 震宇学院击剑队员之一，冷子峰的队友。                                                                                 |
| 张家铭 | 田志   | 震宇学院击剑队员之一，冷子峰的队友。                                                                                 |
| 杨竣翔 | 孟天涵 | 震宇学院击剑队员之一，冷子峰的队友。                                                                                 |
| 熊玉婷 | 曲亮亮 | 震宇学院击剑队员之一，冷子峰的队友。                                                                                 |
| 张采采 | 花荣   | 震宇学院击剑队员之一，冷子峰的队友。                                                                                 |
| 乔曦   | 宫冉   | 震宇学院击剑队员之一，冷子峰的队友。                                                                                 |
| 吴映   | 冉少蔷 | 奥圣国际学院校长，曾是击剑队员之一兼赵震宇的队友。曾经和杨延是知心伙伴。                                             |
| 吳昊澤 | 邵康   | 前一届的击剑冠军，外表阳光帅气，有很多迷妹。                                                                         |

### 其他角色
| 演员   | 角色        | 介绍 |
| 周菲   | 寇丽华      | 赵震宇的妻子，赵伊虹的亲生母亲，白无双的阿姨兼养母。 |
| 彭诗迪 | 伊莎贝拉    | 定居法国，原先喜欢邓尔豪，后和邵康在一起。 |
| 侯桐江 | 刘知行      | 冷天齐、赵震宇和冉少蔷的师父，退休后定居美国。 |
| 王槊   | 冷天齐/杨延 | 冷子峰的父亲，曾是击剑队员之一兼赵震宇的师兄，又是和曙光击剑队联姻的“卖国贼”。后遭到了被趙震宇战场上刺伤后被赶出击剑队后而隐姓埋名，也是应有的报应。二十年后再次遇见师妹冉少蔷及师父刘知行，最后在市运赛上被揭发是曾经的杨延而吓跑的路上不幸车祸身亡。 |
| 李赫   | 王政权      | 冷天齐的朋友，李琥的父亲，拳击馆管家。 |
| JARRY  | 猛虎        | 泰国拳王，性格暴烈野蛮，非和冷子峰对打不可，多次打残了冷子峰的手下兄弟，最后两次被冷子峰打残。 |
| 张顶   | 雷霆        | 拳击手，邵康的好友。 |
| 袁昊   | 魏明        | 冷子晨的大学同班同学兼两委伙伴兼子晨的前男友。 |
| 王怡苏 | 张妮        | 冷子晨的大学同班同学兼室友，原先对李琥有好感，后和魏明狼狈为奸使得子晨和她决裂。 |
| 金晖   | 李哲秀      | 张海英的教练，曙光击剑队教练团成员。 |
| 向沛林 | 张海英/张伟 | 曾是李哲秀的队友兼曙光队队员，并冒充杨延之子来到奥圣学院并背后加害了冷子峰。实际上他真名叫张伟，最后被曙光队除名。 |

## 电视剧歌曲
| 曲序 | 曲目                     |        | 作曲         | 演唱         |
| ---- | ------------------------ | ------ | ------------ | ------------ |
| 1.   | 《绅士英雄》（片頭曲）   | 鼓鼓   | 鼓鼓         | 鼓鼓         |
| 2.   | 《原来你都在》（片尾曲） | 黄建为 | 陈没、葛大为 | 丁噹         |
| 3.   | 《为爱而爱》（插曲）     | 鼓鼓   | 陈没、鼓鼓   | 鼓鼓         |
| 4.   | 《感谢》（插曲）         | 闻震   | 闻震         | 洪辰、杨惠麟 |
| 5.   | 《没名字的话》（插曲）   | 高玉玺 | 高玉玺       | 高玉玺       |

## 收视率
| 中国 湖南卫视 首播收视率 |               |             |             |             |           |           |           |                                                                 |
| 集數                     | 播出日期      | CSM52城市网 | CSM52城市网 | CSM52城市网 | CSM全国网 | CSM全国网 | CSM全国网 | 備註                                                            |
| 集數                     | 播出日期      | 收視率      | 收視份額    | 排名        | 收視率    | 收視份額  | 排名      | 備註                                                            |
| 1-2                      | 2017年8月28日 | 0.466       | 3.116       | 10          | 0.55      | 4.69      | 8         | 16省網收視0.656，份額5.144                                      |
| 3-4                      | 2017年8月29日 | 0.489       | 3.315       | 9           | 0.48      | 3.97      | 9         | 16省網收視0.562，份額4.285                                      |
| 5-6                      | 2017年8月30日 | 0.531       | 3.587       | 9           | 0.49      | 4.06      | 7         | 16省網收視0.575，份額4.574                                      |
| 7-8                      | 2017年9月4日  | 0.437       | 2.985       | 11          | 0.32      | 2.88      | 10        | 16省網收視0.333，份額2.861                                      |
| 9-10                     | 2017年9月5日  | 0.571       | 3.783       | 7           | 0.28      | 2.59      | 13        | 16省網收視0.341，份額2.847                                      |
| 11-12                    | 2017年9月6日  | 0.533       | 3.831       | 6           | 0.31      | 2.95      | 9         | 16省網收視0.357，份額3.043                                      |
| 13-14                    | 2017年9月11日 | 0.528       | 3.929       | 10          | 0.3       | 2.97      | 11        | 52城數據缺太原 16省網收視0.34，份額3.111                        |
| 15-16                    | 2017年9月12日 | 0.75        | 5.585       | 4           | 0.3       | 3         | 11        | 52城數據缺西安 16省網收視0.38，份額3.617                        |
| 17-18                    | 2017年9月13日 | 0.73        | 6.116       | 5           | 0.28      | 3.16      | 12        | 16省網收視0.357，份額3.73                                       |
| 19-20                    | 2017年9月18日 | 0.538       | 3.911       | 8           | 0.25      | 2.31      | 15        | 16省網收視0.295，份額2.587                                      |
| 21-22                    | 2017年9月19日 | 0.585       | 4.209       | 8           | 0.3       | 2.72      | 12        | 16省網收視0.359，份額3.116                                      |
| 23-24                    | 2017年9月20日 | 0.654       | 4.726       | 8           | 0.32      | 3.02      | 11        | 16省網收視0.413，份額3.564                                      |
| 25-26                    | 2017年9月25日 | 0.391       | 2.821       | 13          | 0.25      | 2.45      |           | 52城數據缺拉薩 全國網收視排名不含央視 16省網收視0.27，份額2.415 |
| 27-28                    | 2017年9月26日 | 0.542       | 3.999       | 8           | 0.26      | 2.61      |           | 全國網收視排名不含央視 16省網收視0.277，份額2.436               |
| 29-30                    | 2017年9月27日 | 0.58        | 4.242       | 9           | 0.27      | 2.71      |           | 全國網收視排名不含央視                                          |
| 平均收視                 | 平均收視      | 0.552       | 3.95        | 不適用      |           |           | 不適用    |                                                                 |

1. 同时段或交叉时段主要节目：
  - 东方：
    - 星期一至二／星期一：《軒轅劍之漢之雲》
    - 星期三：《醉玲珑》

  - 浙江：《秦时丽人明月心》
  - 北京、安徽：《通天狄仁杰》
  - 山東：《春风十里，不如你》
2. 数据由广视索福瑞提供，调查范围为四岁以上之观众。
3. 以上收视排名包括央视在内。CSM16省网排名不含央视
4. 资料来源：卫视这些事儿、卫视走光了、数据狮、TV未知数

## 宣传活动
| 播出时间      | 活动           | 出席演员       |
| ------------- | -------------- | -------------- |
| 2017年4月22日 | 《快乐大本营》 | 蒋劲夫、陈娅安 |

### 宣传风波
《進擊吧，閃電》该剧原定于2017年4月23日青春进行时时段播出，接档《不一样的美男子2》，但因后期制作问题等因素耽搁，随后改用《择天记》剧填档，一直至暑期末尾《浪花一朵朵》播完后的8月28日才顺利接档。在2017年4月22日《快乐大本营》节目末尾，何炅却高调宣传着「欢迎大家收看我台明晚播出的《进击吧，闪电》」，实则上当天次日晚上青春进行时播出的是《择天记》电视剧，只是未将此节目的该口音片段删减，引起观众质疑。